# Fey
María Fernanda Blásquez Gil (Ciudad de México, 21 de julio de 1973), conocida artísticamente como Fey, es una cantante mexicana de música pop y electrónica. 
Después de ser corista de un grupo, publicó su álbum debut Fey (1995). Desde el lanzamiento de este álbum la cantante adquirió una vasta fama a nivel internacional que se reflejó en posteriores discos como Tierna la noche (1996) sencillos presentados como "Muévelo" y "Azúcar amargo", y el álbum El color de los sueños (1998). Su carrera dio un rotundo cambio al momento de publicar su cuarto disco, Vértigo (2002).  En 2009, presentó su disco Dulce tentación con el que volvió a ingresar a las listas musicales mexicanas con éxito a pesar de que su distribución recayera en una discográfica independiente. Ese mismo año fundó su propia compañía discográfica Elephant Music.
Impuso un récord en el Auditorio Nacional de México llenándolo 12 veces en 1997 (de las cuales 11 fueron consecutivas) y 5 en 1999, por lo cual recibió una mención en dicho auditorio por ser la primera solista femenina con llenos totales, con un promedio de 10 000 personas en cada presentación por su Tour Tierna la noche. Fey ha vendido más de 30 millones de discos, lo que la convierte en una de las mayores vendedoras de discos en su país. En 1998 la revista Billboard la premió en la categoría de "la mejor artista latina". Participó como jurado del programa mexicano Bailando por un sueño (2014).

## Primeros años

### 1973-1994: Primeros años e inicios artísticos
María Fernanda Blásquez Gil nació en México el 21 de julio de 1973. Su madre fue Josefina Gil (nacida en Argentina y naturalizada mexicana), quien era cantante profesional (véase Las Gil). Su padre, Fernando Blázquez, es un bajista español que había llegado a México en búsqueda de trabajo. Ambos se conocieron ahí y se casaron. Fruto de esta relación nace su primera hija, Fey. Aunque Fey ha radicado casi toda su vida en México, de pequeña vivió en España por un corto tiempo. La cantante tiene un hermano menor llamado Francisco "Paco" Blázquez Gil. A raíz del crecimiento de Fey su madre tuvo que abandonar la música.
La primera vez que cantó en televisión fue a sus 10 años de edad, en el programa XE-TU donde cantó «No me puedes dejar así» junto con el cantante Luis Miguel.
Alrededor de su adolescencia, Fey tuvo que afrontar la separación de sus padres, manteniéndose en contra de tal suceso. Finalmente los padres de Fey se separaron. Al no tolerar la nueva relación de su madre (con el cantante argentino Sabú), decide ir a vivir con su tía Noemí, siendo esta la primera en convencerse de los deseos de Fey de ser cantante profesional. En todas sus posibilidades, Noemí Gil apoyó a su sobrina, incluso encubriéndola de sus padres puesto que estaban en contra de que incursione en el ámbito de la música, a tal punto que Fey iba a sus clases de canto y baile a escondidas.

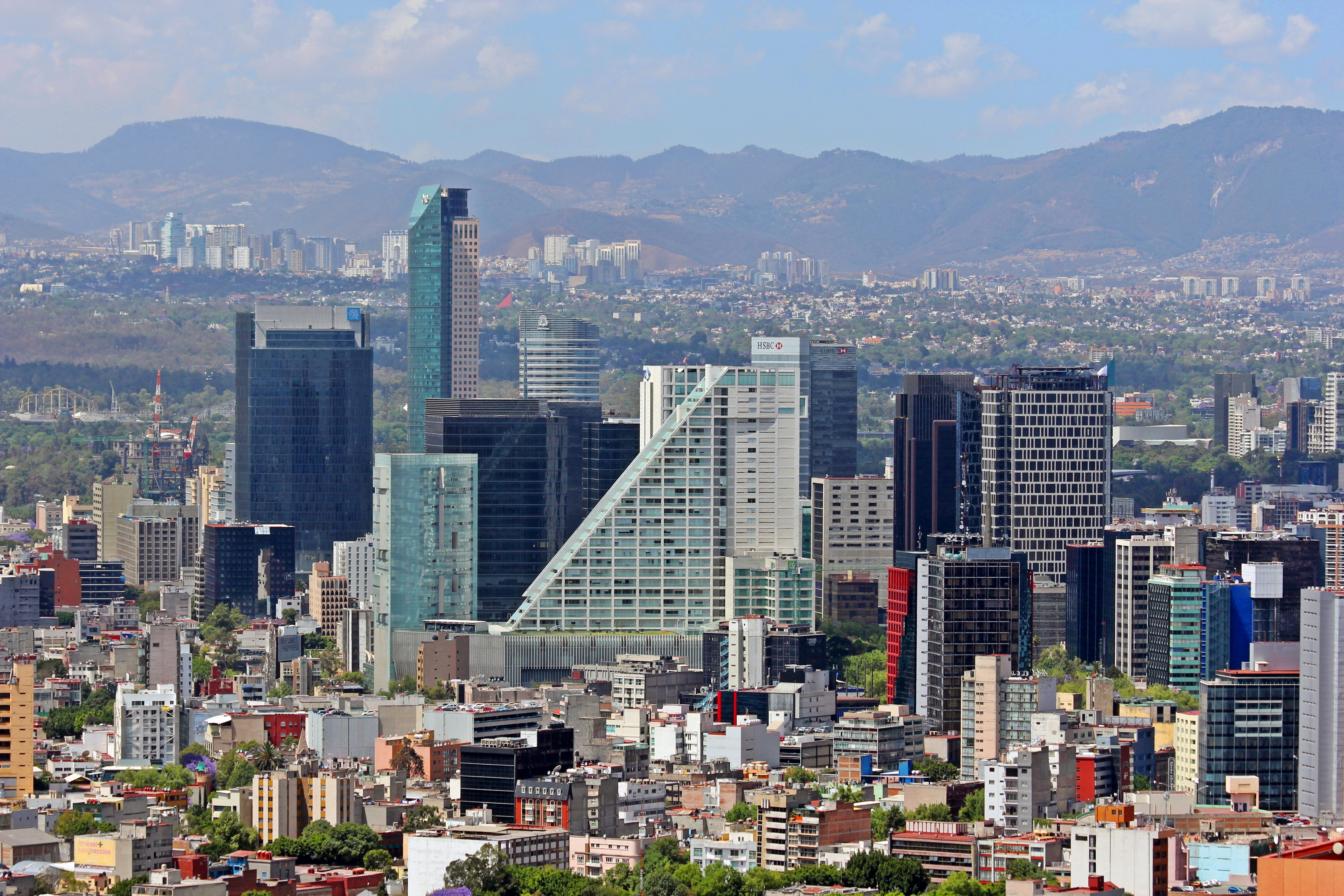
Ciudad de México, ciudad natal de Fey.

Gloria y Noemí Gil al ver el progreso de su sobrina deciden incluirla como corista del grupo. Teniendo Fey 16 años cantó (en entre telones) el tema «Un chico piel canela» de la cantante Ednita Nazario en "El Patio", un desaparecido centro nocturno en el centro de la ciudad muy concurrido en ese entonces. Fey nunca imaginó que la propia Edna la escucharía en el mismo concierto siendo felicitada por esta después de su interpretación.
Para ese entonces ya conocía a Mauri Stern integrante del grupo Magneto, con el cual empezó una relación amorosa. Él también ayudó a que Fey lograra sus objetivos como cantante. A mediados de 1994, después de haber sido rechazada por varias compañías discográficas Fey firma junto con Mauri y Toño Berumen su contrato para grabar su primer disco y a finales de 1994 se pública en la revista Notitas Musicales un reportaje de 3 páginas donde se anuncia que "Mauri, del famoso grupo Magneto, se vuelve representante y es ayudado por Toño Berumen (representante de Magneto) para lanzar a una nueva cantante", dando oficialmente el inicio de la carrera musical de Fey.
Aunque en cualquier medio televisivo siempre evadía su relación con Mauri, en una entrevista Fey confesó que él era quien no quería que se supiera, además él era el que debería asumir la relación de ambos, cosa que Mauri nunca hizo porque utilizaba a Fey como un producto mercadotécnico, lo que terminó de deteriorar la relación sentimental de ambos.[cita requerida]

## Carrera artística

### 1995-1998:Fey, Tierna la nochey la Fey-manía
En 1994 Fey firmó un contrato con la compañía Sony Music (filial en México) para editar su primer álbum después de tocar muchas puertas en diferentes compañías discográficas junto a su tía Noemí Gil. Posteriormente la cantante se traslada a España, Francia e Italia para las sesiones de grabación. De regreso en México en 1995, Fey debuta con su primer disco Fey. Este era un disco homónimo, con sonidos de base industrial donde el techno y electro pop resaltaban en su totalidad.
A sólo dos meses del lanzamiento del disco se convirtió en una revelación de la música pop haciéndola ganar un disco de oro, para después de algunos meses más otorgarle un disco de platino por sus altas ventas. Este material posee canciones que se consolidaron en el número 1 de las listas de popularidad como «Media naranja», «Gatos en el balcón», «Me enamoro de ti» y «La noche se mueve». Fey también realizó presentaciones alrededor de México incluyendo conciertos consecutivos en el Teatro Metropólitan, uno de los auditorios más importantes de su país. Este disco tuvo otras cinco ediciones.
La forma de vestir de Fey fue copiada rápidamente por las jóvenes y niñas de la época al igual que sus coreografías, incluso algunos hombres también adoptaron el vestuario, al punto de que su vestimenta llegó a convertirse en un estilo de moda noventera. Este look mezcla camisas a cuadros sujetas a la cintura, tops que muestran el ombligo así como donas en las muñecas. El maquillaje de la cantante tenía una tonalidad suave sin labiales o párpados cargados. Gracias al estilo musical de la cantante y a la mercadotecnia empleada por su entonces mánager Toño Berumen, se decidió presentar a Fey al público y a los medios de comunicación con la edad de 17 años, cuando ella en realidad tenía 21, y estaba próxima a cumplir 22. En cada entrevista Fey aseguraba tener 17 años.
Después del éxito alcanzado con su primer disco Fey publica a finales de 1996 Tierna la noche. Anteriormente Fey comentó que el álbum sería más introspectivo que su antecesor al poseer letras con las diferentes vivencias de Fey en su vida personal como en su primer año de carrera musical. A tan solo un día de su lanzamiento Tierna la noche es certificado con oro por más de 100.000 copias vendidas solo en México. Su primer sencillo «Azúcar amargo» inmediatamente se posiciona uno en varias listas radiales en Latinoamérica y aparece en la lista del Billboard Hot Latin Tracks por más de cincuenta semanas de permanencia. Para la promoción de este álbum, Fey agregó a su vestuario pantalones con diseño a cuadros, chamarras, un collar con el logo de la portada del álbum y un pañuelo amarrado a sus muñecas para las coreografías de "Azúcar amargo" y "Muévelo" durante sus presentaciones. Esta producción contiene sencillos que se mantuvieron en los primeros lugares de popularidad como «Bajo el arcoíris», «Popocatepetl», «Te pertenezco», «Subidón», «Muévelo» y «Las lágrimas de mi almohada». Estos tres últimos también lograron figurar en la lista de los Billboards. Dicha revista le otorga los premios a "Mejor disco femenino del año" (1998) y  "Mejor artista latina" (1998). Tierna la noche consigue diamante por un millón de copias vendidas en México.
En su gira Tierna la noche Fey probó su reconocimiento a nivel internacional rompiendo el récord de presentaciones consecutivas en una solista femenina llenando durante 11 fechas en cada presentación. Hubo una fecha más en señal de agradecimiento que también llenó el auditorio. Fey fue homenajeada por tal acontecimiento en una ceremonia en el auditorio donde se develó una placa que reconoce que Fey posee el récord femenino de más presentaciones en el Auditorio Nacional de México. La gira consistió en más de 180 conciertos en México, Estados Unidos y América Latina, así como algunas presentaciones en Europa. Tras el éxito del disco, Sony edita versiones para Brasil y Estados Unidos con versiones de los temas más relevantes del álbum en los idiomas de esos países. Este álbum contiene otras seis ediciones aparte de la original.

### 1998-2000:El color de los sueñosyÉxitos
En 1998 y después de más de ocho meses de preparación Fey lanzó su tercer álbum El color de los sueños donde experimenta la mezcla de diversos ritmos y estilos. Este disco tuvo cuatro portadas en distintos colores (azul, amarillo, rojo y verde) además de que todas estas tuvieran un formato Multi-Image™ CD Case, lo cual produce un efecto de animación al mover la caja (sólo en México y EE. UU.). El primer sencillo «Ni tú ni nadie» alcanzó los primeros lugares en las listas latinas y logró entrar a la lista Billboard de Estados Unidos; «Díselo con flores», «Cielo líquido», «Canela», «Él» y «No tengo novio» fueron sencillos posteriores. Para este disco Fey decide cambiar su look drásticamente ya que el anterior recibió críticas que apuntaban a que Fey no aceptaba su edad o que pretendía aparentar ser menor de lo que era. Este consistió en zapatillas con plataforma alta, tops que tapaban su ombligo, dejando de lado chamarras en la cintura y las donas en las muñecas. Su rostro lucía más cargado, usando labiales y maquillaje. 
Al igual que en Tierna la noche, Fey realizó una extensa gira denominada Tour de los sueños que la lleva por 100 ciudades a lo largo de 22 países incluyendo los más importantes de Centro, Sudamérica, España y Francia. También consiguió llenar el Auditorio Nacional de México con 4 fechas, lo que la consolida como la solista femenina con mayor cantidad de actuaciones agotadas en ese recinto. El disco vendió bien alcanzando casi tres millones de copias en México.
Después de casi un año de promoción y conciertos, Fey anunció en un concierto de caridad en 1999: "Todo tiene un ciclo, y este es el fin del mío". Con los días y las semanas siguientes la cantante apareció en las revistas y periódicos de toda Latinoamérica, Estados Unidos y Europa, declarando que el trabajo excesivo era la causa de su retiro. Luego de revelar su edad (25 años entonces) en el programa Otro rollo, diversos rumores apuntaron la posibilidad de que Fey se hubiera retirado repentinamente para procrear un hijo, si bien no tenía fundamento, ya que la cantante continuaba trabajando en su entonces nuevo proyecto.
Éxitos es el primer disco recopilatorio de Fey lanzado en 2000 después de haberse terminado la promoción del álbum El color de los sueños. En este disco se incluyen temas de las primeras tres producciones discográficas de la cantante, además de un bonus track titulado "Megamix". Este álbum pretendía ser la antesala al nuevo álbum de la cantante, que pretendía lanzarse en 2001, con temas en inglés, estos rumores avivados por la prensa sobre gente del medio musical cercano a la artista, los cuales aseguraban un álbum en inglés, incluso llegaron a circular artículos en medios impresos aseverando este siguiente paso de la intérprete. 

### 2002-2003:Vértigoy su salida de Sony
Después de 3 años Fey regresa con su disco Vértigo (2002), producción donde la cantante se involucra totalmente en su elaboración tanto en letras como en bases y sonidos musicales. Vértigo está considerado como uno de los discos más caros realizados en la historia musical en México. Fue grabado en España, Estados Unidos (Washington y Miami) e Inglaterra (Londres). Este álbum fue elogiado por la prensa, crítica y fanes de la cantante, reforzando su carrera musical. Pero es desde el lanzamiento de este álbum que la cantante empieza con una voluble carrera y sus posteriores discos fueron promocionados de manera intermitente.
Vértigo es un disco doble (Español e inglés). Originalmente las letras nacen en inglés y luego fueron adaptadas al español por la propia Fey junto a su equipo de trabajo. El álbum fue producido por Robert Jazayerí y se le encargó a Epic para su difusión internacional y a Sony Music para su promoción latinoamericana. Como mánager internacional se escogió a Rebeca Mostow, la anterior mánager de Savage Garden, Prince, Seal y para Latinoamérica a Octavio Padilla, deslindando así cual tipo de management con Mauri Stern quien la había guiado en su primera etapa.
Vértigo se aleja por completo de la tendencia pop que caracterizaba los anteriores trabajos de Fey y en esta ocasión se experimenta con música electrónica e incluso industrial. El disco es considerado como el mejor trabajo de la cantante por poseer un estilo musical oscuro y electrónico, además de ser elogiado por su visión futurista, un disco adelantado a su tiempo. También califica como el más experimental, introduciendo música alternativa con letras que se abocan a temas como la autosuperación y autoestima.
Su primer sencillo fue «Sé lo que vendrá» que llegó al uno en México pese a su corta difusión radiofónica. Contó con promoción en distintos canales televisivos de música como MTV en su versión anglosajona «The Other Side». Recibió disco de oro en un famoso programa por más de 80 000 ejemplares vendidos. En esta temporada Fey fue invitada al estadio de los Dodgers en Los Ángeles, California para cantar «God Bless America» y «El himno nacional de los Estados Unidos» siendo la primera cantante latinoamericana en cantarlos en un partido de béisbol. Fey apareció junto al cantante Nick Carter en los VMLA de 2002. Pasado esto se publicó como segundo sencillo «Noche ideal» el cual tuvo una intermitente promoción decayendo en fama, haciendo desaparecer a Fey de los medios.
Aconsejada por sus equipo de trabajo, Fey reedita el disco, cambiando la portada de este donde su rostro saliera por entero para que sea reconocido fácilmente. El nuevo sencillo a punto de publicarse sería «Loca por amarte», pero los constantes viajes de Fey entre México y los Estados Unidos cambiaron los planes de promoción. Ambas partes (Sony y Fey) entraron en discordancia respecto a la promoción del disco. Sony sostuvo que Fey no está en predisposición de promocionar el disco cancelando contratos incluso a último momento, mientras que Fey alegaba que Sony no encontró la manera de encajar el disco en el mercado latinoamericano, errando al querer venderlo como un disco pop. Finalmente Sony despide a Fey de la discográfica en el 2003.

### 2004-2007:La fuerza del destino, Faltan lunas y Best Of Fey

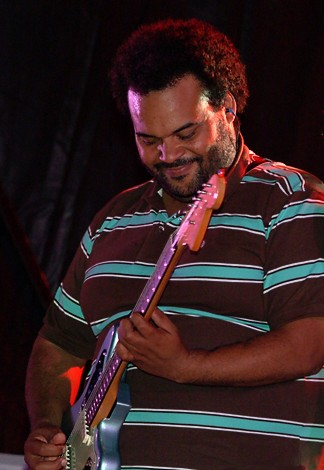
Carlos Jean le produjo dos discos a Fey entre el 2004 y 2006.

Tras su salida de Sony, Fey firma con la discográfica EMI Music México y en 2004 se publica bajo este sello un nuevo disco titulado La fuerza del destino, producido por Carlos Jean y vendido como un tributo al grupo español Mecano. El disco posee influencias electro - acústicas acompañado de música retro, similar a trabajos anteriores que Jean realizó con artistas como Raphael y Miguel Bosé.
Su primer sencillo fue «La fuerza del destino» que marcó el retorno de la cantante a las listas radiales de su país así como las del Billboard latino y el segundo sencillo «Barco a Venus» se sitúa en los primeros lugares en México convirtiéndose en el preferido de DJs en México y Estados Unidos. Se le otorga discos de oro y platino a pesar de la dramática situación de piratería que afrontaba México por aquellos años. Posteriormente se lanzó como tercer sencillo «Me cuesta tanto olvidarte» lo cual volvió a poner a Fey en los tops de México y Estados Unidos. Gracias a este disco Fey obtiene una nominación a los premios Grammy.  En esta etapa colaboró en el homenaje a Selena con la canción «Donde quiera que estés» a dúo con Aleks Syntek. No haciendo gira, decidió presentarse en varias discos en Estados Unidos con gran éxito. Este disco fue vendido en Estados Unidos, México, toda Latinoamérica y España.
El 8 de noviembre de 2004, se lanza a nivel internacional el segundo compilado titulado "Antología Grandes éxitos" el cual contenía 20 sencillos de la artista, los cuales entraron a las listas del continente entre 1995 y 2002, el álbum de edición limitada voló de los estantes junto a "La fuerza del destino", además incluía un DVD con los mejores clips de la artista, lo cual lo hizo irresistible para le fandom. Fey también tuvo otros compilados exclusivos para Estados Unidos completamente en español con los títulos: "20 éxitos Originales (2005), "Siempre Rebelde" (2006), "10 de Colección" (2007) "Lo Esencial" (2008) y "Mis Favoritas" (2010), todos lanzados por Sony Music, muchos lanzados en plataformas digitales en la actualidad. 
En agosto de 2006 Fey lanza su sexta placa discográfica de nueva cuenta producida por Carlos Jean titulada Faltan lunas, un disco bailable con adaptaciones de canciones en Italiano, Sueco, inglés entre otros idiomas, cantados previamente por artistas Europeos. «Y aquí estoy» fue el primer corte de difusión que ingresó a los tops 10 de listas mexicanas con un éxito discreto. El desenvolvimiento del disco fue lento en comparación a sus anteriores trabajos y aunque Fey se presentara en programas de TV de México y Estados unidos, no obtuvo las ventas deseadas. La canción «Como un ángel» tardó seis meses en convertirse en sencillo y no tuvo ningún tipo de promoción. Pese a ello Faltan lunas certificó oro por 60.000 copias en México, posicionándose en el número 9 en la revista Billboard en las listas de México Debido a la mala estrategia de marketing con el álbum, EMI decide lanzar algunos promocionales en Estados Unidos, "Me has vuelto loca", "Faltan Lunas" y "Entre Dos" rodaron en algunas estaciones latinas, sin mayor pretensión.  
Fey decide romper lazos con la compañía Capitol/EMI pero por contrato debía un disco más, lo cual se resolvió con un movimiento estratégico de marketing, lanzado el álbum "Best Of Fey" que incluía una fusión entre "La Fuerza del destino" y "Faltan lunas" con un diseño de empaque atractivo, y además incluyó 2 temas exclusivos, que por primera vez se añadían en un álbum de la cantante, estos temas son "Dónde Quiera que estés" y "Todo Cambió", los que se podían conseguir en diferentes ediciones del álbum. Al retirarse de EMI, la cantante se vuelca de lleno a la producción de su álbum "Dulce Tentación" y en el proceso muere su madre, lo cual retrasó la producción hasta 2009. 

### 2008-2011: Un paso a la independencia conDulce tentación
Con los traspiés de las discográficas multinacionales Sony y EMI, Fey buscó otra manera de promover su música. En 2008 firmó con la discográfica Mantequilla Records con la cual se creó una filiar exclusiva para ella bajo el nombre de "Mi Rey Music" y elaboró junto a su hermano Paco Blázquez algunas canciones. En uno de sus viajes Fey coincidió con Samuel "Fish" Fisher y ambos acordaron para que Fisher produjera el disco.
A finales de 2008 se lanzó en su sitio web la canción «Cicatrices» bajo una gran expectación por parte de la industria y los aficionados. A principios de 2009 la cantante presentó en el concierto 40 de Los 40 Principales el primer sencillo del disco, titulado "Lentamente" y a pocas semanas publicó Dulce tentación (2009). El primer sencillo «Lentamente» ingresó a las listas importantes en México como "Los 40 Principales", liderando durante un mes el listado musical, convirtiéndose en su 12.º tema número 1 en su país natal. Igualmente la canción alcanzó los tops de listas como "América Top 100" y las del programa de vídeos musicales Top Ten, en otras partes de Latinoamérica como Colombia, Venezuela, Estados Unidos, Argentina, entre otros, lograron que el tema rosara listas locales. Posteriormente se lanzaron 2 EP digitales a través de ITunes y Amazon del single en versiones remix, en inglés y español, consolidando el éxito del tema. Por este disco Fey recibió un disco de oro por 40.000 copias vendidas en su país y con el paso de los meses aumentó a más de 200.000 copias, reportadas solo en México. El lanzamiento del álbum estuvo acompañado de una serie de paquetes conmemorativos, dónde además de este nuevo material, se podían encontrar artículos coleccionables, música y videos. Dulce Tentación contó con una edición Deluxe, que incluía 3 remixes ocultos del tema "Lentamente", sin titulación oficial por parte de la etiqueta, pero fueron producidos por Dj´s de la talla de Mijangos y Kermit. 
El segundo sencillo a promocionar fue «Provócame», el cual fue lanzado en medio de un polémico quiebre entre Fey y Mantequilla records, que hasta terminó con la filtración completa del álbum "Sweet Temptation", el cual estaba en posproducción. A pesar de los contratiempos, el tema rindió en listas, logrando ingresar en el Billboard Mexican Chart y siendo lanzado en formato digital con un EP de remixes, y en formato físico para medios. Fey creó su disquera denominada "Elephant Music", la cual promovió este segundo sencillo estrenándose a finales de septiembre de 2009. 
Fey inició su gira Sweet Temptation Tour la cual se abrió en el G Music Fest 2009 y visitó varios clubes de Estados Unidos (Texas, Illinois, Arizona, California, Georgia y Nevada). Se anunciaron fechas para Sudamérica, incluso se llegó a promover el tour en Argentina, pero por temas de protocolos y gestiones de los promotores, se cancelaron las fechas para Latinoamérica.
Para finalizar la promoción del disco Fey convocó un concurso en su web oficial que consistía en que los aficionados escogieran la canción a ser promocionada. «Adicto a mi cuerpo» se convirtió en el tercer sencillo del disco. Este sencillo se decidió promover de manera 100% digital, siendo este el segundo testeo de la artista con estos medios emergentes, donde a pesar de no poder ingresar a listas y radiodifusión radial, apostando 100% a las ventas digitales, logró su cometido comercial, al mantener a flote las ventas del álbum.  Para este último sencillo se cambió todo el concepto gráfico del sitio web oficial de la cantante, proporcionando material exclusivo multimedia, y a falta de videoclip, apostó por un concepto ahora en tendencia, utilizar le tras cámaras de estas sesiones de fotos para darle imagen a la canción. 
En 2010, Fey cumplió 15 años de carrera, el cual celebró con el lanzamiento de manera oficial del "Medley 2.0" el cual había presentado previamente en el concierto de los 40 principales en 2009 y en su tour de clubes en Estados Unidos. Este tema se podía descargar de manera gratuita por medio del portal feyremix.com.mx, dónde además se encontraba una versión 2.0 del clásico "Media Naranja" en su canal oficial de YouTube lanzó el video del "Medley2.0" con el título "15 años y la historia continua", el cual presenta un collage de los clips que la artista había lanzado hasta la fecha. 

### 2012-2013: Su regreso a Sony,Primera FilayTodo Lo Que Soy
A inicios de 2012 en la red social Twitter se anunció la supuesta muerte de Fey. Tal noticia se volvió trending topic, lo que motivó al productor venezolano Orlando Di Pietro publicar un demo de la canción «Listo el corazón», la cual estaba en proceso junto a Fey. Di Pietro lo hizo en consideración a ella. Fey desmintió la noticia de su muerte en su cuenta de Twitter, publicando: "Buenos días a todos!!! Pues hoy, 'Irónicamente' me siento más viva que nunca! A disfrutar se ha dicho!".
En marzo del mismo año Fey firmó un nuevo contrato con Sony Music México. Tras un sonado retorno a Sony Music, Fey público el disco Primera fila (2012). Según la cantante la discográfica la invitó a grabar el conocido formato Primera fila para "refrescar" sus anteriores éxitos. El 22 de junio del mismo año Fey grabó su álbum Primera fila junto con 600 espectadores en los Estudios Interlomas en México. A finales de julio de ese año se lanzó el primer sencillo «Frío» y en agosto se publicó el videoclip de la canción. El 23 de octubre del mismo año se publicó el disco que consiste en un CD y un DVD, que casi en simultáneo desprendió un segundo sencillo llamado «Te pertenezco», sencillo del también álbum Tierna la noche de 1996. Al siguiente año dos sencillos más fueron publicados: «Me haces tanta falta» y «Azúcar amargo».
En febrero de 2013 Fey inició una gira musical después de más de 10 años de no realizar una por toda la república mexicana llamada Todo lo que soy que arrancó en el Auditorio Nacional de México el 22 de febrero de 2013. En abril de ese año se volvió a presentar en ese auditorio y desde esa fecha programó distintas presentaciones en México.
En la promoción de este disco Fey no se ha visto ajena a eventos musicales importantes. En septiembre de 2012 se dejó ver en la Sesión Acústica del Latin Grammy 2012 junto a otros cantantes como Juanes, Paty Cantú y el grupo Reik. En abril de 2013 la cantante mostró interés en querer ser entrenadora de La Voz... México, pero finalmente el contrato recayó en su colega Alejandra Guzmán. En mayo de 2013 Fey fue escogida para ser la Imagen de los Premios Oye en su undécima entrega. En esta ceremonia Fey entregó al cantante Emmanuel un reconocimiento por su labor altruista y en la alfombra roja posó para la prensa junto a Alejandro Sanz. A inicios de agosto del mismo año Ana Paula Martínez de Alba, gerente de Barbie en México, indicó a la prensa que Fey sería galardonada en la cuarta entrega de los "Barbie Awards 2013" en la categoría de "Quiero ser cantante". La entrega de estos premios es para reconocer a las mujeres que han demostrado que es posible alcanzar sus sueños. La cantante fue nominada a los Premios Texas de 2013 en las categorías de Artista Femenina y Artista Pop/Rock, ganando la última en mención.

### 2014-2019: Regreso al medio independiente,9.0 American Tour,90's Pop TouryDesnuda Tour
En 2014, fue juez de la tercera temporada del programa Bailando por un sueño donde realizó mancuerna con Carlos Baute. El 5 de septiembre de 2014, se publicó el álbum Dancing Queens - Un Tributo para ABBA, producido por Billy Méndez, el cual contó con la colaboración de varias artistas femeninas reinterpretando los éxitos de la agrupación, tales como María José y Danna Paola, y en el cual Fey contribuyó con el tema «Super Trouper». El 23 de diciembre de 2015 sale de manera oficial el sencillo «No me acostumbro» a dueto con el cantante cubano Lenny de la Rosa. El vídeo fue estrenado el 14 de febrero de 2016. El 9 de septiembre del mismo año, lanzó «Amo», el segundo sencillo producido de forma independiente. El 8 de junio del mismo año arrancó su gira 9.0 American Tour, de corta duración, con la cual se presentó en México y Estados Unidos hasta 2017.  
El 24 de marzo de 2017 se une al 90's Pop Tour en sus dos primera etapas, concluyendo su participación como artista principal el 21 de octubre de 2018, aunque regresaría como invitada en algunos conciertos de la tercera etapa. Con esta gira formó parte de los dos primeros álbumes en vivo: 90's Pop Tour (2017) y 90's Pop Tour, Vol. 2 (2018). 
El 21 de marzo de 2018, lanzó «Comiéndome tus besos», el tercer sencillo producido de forma independiente. El tema es una coautoría con Carlos Baute con quien compartió escenario como juez en Bailando por un sueño en 2014. La canción es una mezcla de pop con toques electrónicos, tribales y ritmos actuales como el reguetón. El 27 de julio de 2018 publicó un nuevo sencillo, «No te necesito», incursionando en los ritmos urbanos y como antesala a la gira Desnuda Tour que arrancó el 26 de octubre, en la Arena Ciudad de México y se extendió hasta 2019. La gira contó con una gran producción de luces a cargo de Pablo Gutiérrez.

### 2020-presente: Más sencillos unitarios, gira por Estados Unidos y celebración de 30 años de carrera
En mayo de 2020 participó en el sencillo caritativo «Color Esperanza / Sólo Le Pido a Dios (Versión México)» con motivo de la pandemia de COVID-19, en el cual colaboró con otros artistas como Ana Bárbara, Cristian Castro, Dulce María, Gloria Trevi, entre otros. El 24 de septiembre del mismo año lanzó «The Perfect Song» junto con el DJ británico Paul Oakenfold. A lo largo de este año, Fey realizó varios conciertos virtuales los cuales fueron transmitidos por plataformas como Facebook y YouTube, incluyendo una participación en el 90's Pop Tour Party, el cual fue visualizado por más de 13 millones de personas. El 15 de noviembre del mismo año, se transmitió vía streaming una grabación de su gira Desnuda Tour como celebración de sus 25 años de carrera, a través de Cinépolis Klic.
En 2022, Fey participó como artista invitada en varios conciertos de la cuarta etapa del 90's Pop Tour, interpretando el 25 de febrero de ese año el tema «La Fuerza Del Destino» junto a Ana Torroja. El 2 de febrero de 2023, fue anunciada la gira Eternas Tour en conjunto con la cantante mexicana Alejandra Guzmán. La gira estaba prevista para comenzar en 2023 y se extendería hasta 2024, con presentaciones en México, Estados Unidos y Sudamérica. Además se anunció una colaboración entre ellas a lanzarse como sencillo el 21 de marzo del mismo año. Sin embargo, el 13 de febrero se comunicó a través de las redes sociales de ambas artistas que la gira se pospondría indefinidamente hasta nuevo aviso, suscitando una serie de especulaciones en los medios de comunicación.
El 24 de agosto de 2023, Fey publicó el sencillo «Veneno», y durante la promoción de éste ante diversos medios, anunció que en los siguientes meses comenzaría con dos giras nuevas, una de las cuales tendría un corte más electrónico. El 29 de septiembre de 2023 participó de nuevo en el 90's Pop Tour como artista invitada, en conmemoración de la vigésima presentación de la gira en la Arena Ciudad de México, la cual fue grabada para su posterior lanzamiento en DVD.
El 12 de diciembre de 2023 la cantante junto anunció junto a Live Nation la gira Fey USA Tour para Estados Unidos, incluyendo ciudades como Austin, Las Vegas, Chicago, entre otras. La gira inició el 2 de marzo de 2024 y continuó el resto del mes, cancelando las últimas fechas que se tenían anunciadas para agosto y septiembre de ese año. El estilo de este show, tiene como inspiración la música electrónica con arreglos nuevos de sus clásicos así como la inclusión de sus sencillos más recientes.
El 1 de febrero de 2024, Fey publicó el sencillo «Disparándole a la Nada» bajo la producción de Benjamín Díaz. En mayo de 2024 se anunció su participación en un concierto único titulado "Dancing Queens" en conjunto con las cantantes Gloria Gaynor, Marta Sánchez y Ana Bárbara que se llevó a cabo el 30 de junio de 2024 en la Arena Ciudad de México con motivo de celebración de la Marcha del Orgullo CDMX. El 20 de junio de 2024, lanzó el sencillo «Bailando por ti» en colaboración con el cantante colombiano Esteman. El 28 de agosto de 2024, Fey fue invitada al Senado de la República en México para participar en la subasta filantrópica "La Reina" en donde recibió la medalla iberoamericana honoris causa por su trayectoria y aportaciones a la sociedad.
El 18 de septiembre de 2024, Fey participó como invitada en el concierto de Marta Sánchez para interpretar el tema «Desesperada». Con motivo de la celebración de sus 30 años de carrera, Fey anunció el inicio de su gira Hits Tour con un primer concierto en el Auditorio Nacional de la Ciudad de México el 8 de noviembre de 2024, con planes de presentar el espectáculo por el resto de la república, así como otros países de Latinoamérica, durante el 2025. Durante la promoción de la gira, Fey reveló sus intenciones de regrabar varios de sus éxitos en colaboración con otros artistas, los cuales serían lanzados en un nuevo álbum en 2025, su primer material discográfico desde Dulce Tentación de 2009.

## Estilo e influencias

### Estilo
Inicialmente Fey se ubicó como cantante teen-pop, dirigida a un público adolescente. Abarcó estilos musicales como el pop, dance, electro house y techno. Según Fey, la música de ese entonces era adulta y ella no quería desarrollar ese estilo, por ello convenció a distintos productores musicales (en el transcurso de la grabación de sus discos) que el sonido en sus canciones tengan una atmósfera parecida a la música de discotecas europeas, ya que estaba en auge la música techno y dance.
Coros pegadizos y coreografías sencillas reforzaron el éxito de Fey quien ya era famosa en Latinoamérica. Gran parte de sus sencillos no solo sonaban en emisoras, sino en antros o discotecas. La incursión de Fey en estos estilos musicales le han servido para marcar un singular sonido en la década de los noventa. Según la página de crítica musical Allmusic, Fey con su álbum Tierna la noche (1996) ha conquistado el electropop y pese a estar incluida en un mundo pop donde hay diversas estrellas ha desarrollado una identidad musical propia combinando sonidos de la caja de ritmos con el pop latino. Su éxito «Azúcar amargo» posee un estribillo persistente. En su álbum El color de los sueños (1998), según la crítica musical Deborah Davis,  Fey intenta innovar con arreglos influidos por el género industrial y que en sus baladas existe una rica programación de teclados e instrumentos de cuerda, produciendo un sonido acústico en las baladas tradicionales. Calificó como temas prometedores a «No tengo novio» (su encanto según Davis está en su parecido a «Tubthumping»), «Vuelve» y «El color de los sueños».
Tras su receso musical Fey regresó con otro estilo muy diferente al cual acostumbro a su público. Posiblemente influenciada por el inicio de la música electrónica en Europa, la cantante se arriesga con un disco electrónico, industrial y dance el cual tituló Vértigo (2002). Nuevos sonidos con estilos oscuros y letras no comerciales marcaron la superación de Fey como artista. Para este disco Fey amplio su rango vocal (en canciones como «That´s what loves all about» y «Dark angel») y promocionó distintos temas con coreografías superiores a sus ya conocidas. Gracias a este disco Fey fue considerada como la primera cantante latina en manejar el estilo electrónico electro-house e indicó que no volvería a hacer música como la que hizo antes del año 2000.
Entre 2004 y 2007, Fey se abocó al estilo electroacústico apoyada por Carlos Jean quien le produjo dos discos consecutivos. El crítico musical Evan C. Gutiérrez citó en Allmusic que en su disco La fuerza del destino (2004) a diferencia de sus colegas mexicanos, Fey sigue la dirección electrónica de su previo trabajo musical. El disco recuerda a su etapa de cantante adolescente pero tiene un toque maduro a comparación de anteriores álbumes. Gutiérrez señaló que hay veces en que la voz de Fey suena tan fina y apretada como la punta de su nariz. Leila Cobo refirió en la revista Billboard que en Faltan lunas (2006) Fey de repente se convirtió en una mujer madura y que el disco solidifica su ingreso al mercado, pero según la página de crítica musical The Dreamers, Faltan lunas es un retroceso en la carrera de Fey.
En 2009 Fey regresó al ámbito musical con el disco Dulce tentación. Según Jason Birchmeier, crítico de Allmusic, Fey quiso conquistar el mundo electro pop liderado por divas como Kesha y Rihanna. También indicó que el disco marcó el comienzo de un nuevo capítulo en su carrera después de la decepción de Faltan lunas. En el álbum Dulce tentación, Fey experimentó con música electrónica, el synth pop y el glam.

### Influencias
El haber crecido entre reflectores y escenarios influenció en la cantante. El grupo compuesto por sus tías y madre motivó a que Fey desde muy corta edad que se inclinara por la música y el baile. A inicios de su carrera se la vinculó en un terreno netamente pop-dance con canciones y coreografías fáciles de imitar. Por ello Fey es considerada como la primera Pop Star de los años 1990 al tener un propio estilo musical inspirada en la música techno europea de esos años. Para su disco El color de los sueños (1998) Fey se introdujo en la cultura oriental, recogiendo en sus coreografías algunos pasos del taichí así como indumentaria hindú.
En su disco Vértigo (2002), Fey reveló estar fuertemente influenciada por la cantante islandesa Björk ya que su música la inspiró a que se identificara con la música electrónica alternativa. Algunos críticos han apuntado a que este disco recuerda vocalmente a Ray of light (1998) de Madonna, incluso también por su introducción a la música electrónica, en el caso de Fey siendo una de las primeras en abocarse a ese estilo musical en Latinoamérica.
Fey también confesó ser fan del desaparecido grupo Mecano y en 2004 refrescó los éxitos de este grupo en su disco La fuerza del destino.

## Vida personal
Desde antes de que su imagen fuera pública, mantenía una relación con el entonces integrante de la boy-band Magneto Mauri Stern, quien posteriormente se convirtió en su mánager. La relación entre ambos se mantuvo en secreto. La relación llegó a su fin en 2002, después de casi diez años de noviazgo. En 2004, confirmó su boda con Stern y en 2009 desmintió la adopción de un niño al lado de Mauri.
En transcurso de 2003 se involucró sentimentalmente con el empresario libanés Federico Traeger con el cual se casó al año siguiente. Ambos protagonizaron el videoclip «La fuerza del destino». Diferencias en la pareja hacen sucumbir su matrimonio en 2007. En 2008, pierde a su madre a causa del cáncer que padecía.
En 2009, empieza una relación con el empresario Alonso Orozco Soberón y en 2010 quedó embarazada. El 4 de septiembre de 2010 nuevamente se casó en estricto privado. En 2011, dio a luz a su primera hija, la cual llamó Isabella. Confirmó que se divorcia de Orozco a finales de 2013, haciéndose efectivo en julio de 2014. Ambas partes quedaron en buenos términos.
Actualmente radica en México aunque un corto período de su niñez vivió en España.

## Discografía
Álbumes de estudio
- 1995: Fey
- 1996: Tierna la noche
- 1998: El color de los sueños
- 2002: Vértigo
- 2004: La fuerza del destino (Tributo a Mecano)
- 2006: Faltan lunas
- 2009: Dulce tentación

Álbumes en vivo
- 2012: Primera fila: Fey
- 2017: 90's Pop Tour
- 2018: 90's Pop Tour, Vol.2

## Programas de televisión
- En los zapatos de Fey (2018): como ella misma.
- Bailando por un sueño (2014): como jurado principal.
- Atrévete a soñar (2009): como ella misma.[106]
- Confidente de secundaria (1996): como ella misma.